# ダゴン

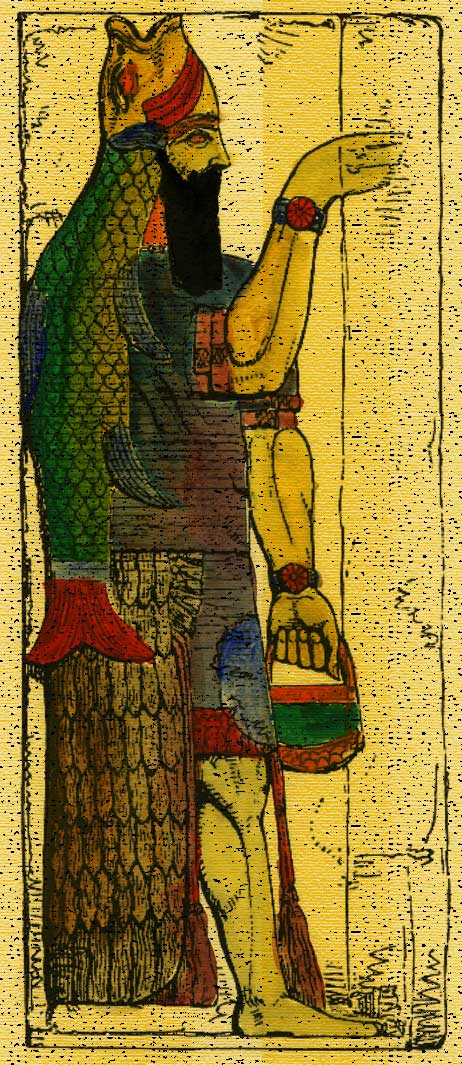
魚のアプカルル、後にダゴンと同一視された

ダゴン（英: Dagon、ヘブライ語: דָּגוֹן [dagon]）あるいはダガン（英: Dagan、 シュメール語: 𒀭𒁕𒃶 dda-gan）は、古代メソポタミアおよび古代カナンの神。マリとテルカに神殿が発見されている。
古代パレスチナでペリシテ人が信奉し、ガザとアシュドッドに大きな神殿があったと聖書に記載されている。ヒエロニムスがヘブライ語のダグ（דָּג dag、魚）と誤関連させたため、下半身が魚の形の海神と考えられたが、本来は麦であり大地の豊穣と関係の深い神である。父親はエルで、伝承によってはバアルの父とされる。
旧約聖書はイスラエル人と敵対するペリシテ人が崇拝する神を悪神扱いして多くを悪魔としている。ダゴンも悪神とされ、ユダヤ教から派生したキリスト教でも引き継がれた。

## 名称
ウガリット語では「Dgn（ダグヌあるいはダガヌ）」、アッカド語ではダガナと記録されている。
ウガリット語の「Dgn」の由来は「穀物」を意味する。ヘブライ語の「ダーガーン、ヘブライ語: דגן [dɔːgɔːn]」も穀物をあらわす古語である。
ビュブロスのフィロンによると、フェニキアの著述家サンキュニアトンはダゴンを「穀物」という言葉で表している。サンキュニアトンはさらに「そしてダゴンは、穀物と鋤とを見出してより、ゼウス・アロトリオス (Ζεύς Άρότριος) と呼ばれた」と説明している。「アロトリオス」は「鋤 (ἄροτρον) の者」あるいは「農業にかかわる」を意味する。
ダゴンの名をヘブライ語の「魚」と結びつける説は、旧約聖書のサムエル記にのみ基づいている。

## 古代オリエント

### 青銅器時代
ダゴン神が現存する記録で最初に見られるのは、およそ紀元前25世紀のマリ遺跡の碑文と、アムル人の名である。イル、ダガン、アダドが特によく見られる名である。
エブラ（テル・マルディーフ）では、少なくとも前2300年ごろ、ダガンはおよそ200を数える町の神々の頂点に立ち、「ベ＝ディンギル＝ディンギル（神々の主）」「ベカラム（地の主）」「ティ＝ル・マ＝ティム（地の露）」「ベ＝カ＝ナ＝ナ（カナンの主）」などの称号を持っていた。また、多くの町々－トゥットゥル、イリム、マ＝ネ、ザラド、ウグァシュ、シワド、シピシュの主とも呼ばれた。
彼の配偶神は「ベラトゥ（婦人）」としてのみ知られている。この二神はより「エ＝ムル（星の館）」と呼ばれる大きな神殿で崇められた。エブラの一角と門のひとつはダガンより名がとられた。
ダガンはシュメールの初期の文章で時おり言及されているが、後にバビロニア時代の碑文では傑出した存在となり、強力で戦闘的な守護神とされ、エンキと同一視されることもあった。
当時のダガンの妻はいくつかの出典からシャラであるとされる（アダドの妻も同名であり、ニンマー（ニンフルサグ）と同一とされることがあった）。他の文書によると、妻はイシャラである。
「杉の山」へのナラム・シンの遠征について記した碑文には「ナラム・シンはアルマンとイブラを屠った、彼の王国を強大にするダガン神の得物によって」とある。また、ハンムラビ王はその法典の序文で、自分を「己の創造者ダガンの佑けによりユーフラテス川の村々を支配するもの」と呼んでいる。
ダガンへの初期の言及で興味深いものは、紀元前18世紀、マリの官吏にしてナフル（聖書にあるナホル）の統治者であるイトゥル・アスドゥウがジムリ・リム王に宛てた手紙にある。これは「シャカから来た男」の夢にダガンが現れたというものである。夢のなかでダガンはジムリ・リム王がヤミン人（Yaminites）の王を征服できなかったのは、テルカのダガンに彼の行為を告げなかったためだと述べる。ダガンは、ジムリ・リムがそのようにすれば「我はヤミン人の王たちを漁師の串にさして焼き、汝の前に横たえるだろう」と約束している。
前1300年ごろのウガリットでは、ダゴンは大きな神殿をもち、父なる神エールやバアル・サパン（ハッドゥ、ハダド、アダド）についで第三の地位にあった。
ジョセフ・フォンテンローズは、彼らの深い起源にかかわらず、ウガリットにおいてはダゴンはエールと同一視されることがあったと論証した。これによって、ウガリットに大きな神殿をもつダガンが、ラス・シャムラで発掘された粘土板文書 (ウガリット神話) では無視され、わずかにハダド（バアル）神の父として言及されるだけである理由、エールの娘アナトがバアルの妹であること、エールの神殿がウガリットから発見されていない理由について説明している。ダゴンは「エールとアーシラトの七十の子」の一人であり、後にハダド（バアル）の父となったと思われる。
ダガンはメソポタミアの王の名に用いられることがあった。イシン王朝ではイッディン・ダガンとイシュメ・ダガンの二王、後のアッシリアでは、イシュメ・ダガン一世とイシュメ・ダガン二世がいる。

### 鉄器時代
紀元前9世紀のアッシリア王アッシュールナツィルパル2世の石碑は、彼がアヌとダガンに愛されていると述べている。あるアッシリアの詩では、ダガンはネルガルおよびミシャルとともに死者の裁き手として登場する。のちのバビロニアの文章では、冥界でエンメシャラの七人の子の看守となっている。
フェニキアでは、シドンのエシュムンアザル王（紀元前5世紀）の棺に刻まれた碑文に「我らの為した大業によって、諸王の主は我らに、シャロン平野にあるダゴンの強大な土地、ドルとヨッパをもたらした」とある。サンキュニアトンは、ダゴンをクロノスの兄弟であり、ともに天空（ウラヌス）と大地の子であるとしており、また、ハダドの実父ではないという。ハダド（デマルス、Demarus）は、「天空」が息子であるエールに去勢される前に愛人に孕ませた子であり、身ごもった愛人はダゴンに与えられたという。したがって、この話でのダゴンはハダドの異母兄であり養父ということになる。
東ローマ帝国のエティモロギクム・マグヌムは、ダゴンをフェニキアのクロノスであると記している。

## 聖書
旧約聖書では、ダゴンはもっぱらペリシテ人の神として記され、その神殿はアシェル族の土地となったベト・ダゴン（ヨシュア記19章27節）にあった。
また、士師記16章によるとガザにも神殿があり、士師サムソンを捕えたペリシテ人は、ダゴンに生贄を捧げ、ダゴンの神殿でサムソンを見せ物にした。しかし、サムソンは力を取り戻し、中心の2本の柱を引き倒すことで神殿を崩落させ、3000人のペリシテ人とともに死んだ事が書かれている。
他には、サムエル記5章2-7節およびマカバイ記10章83節と11章4節にあるアシュドドの神殿がある。サウル王の首はダゴンの神殿に晒された（歴代誌10章8-10節）。ユダ族の地にも、もう一つベト・ダゴンという土地がある（ヨシュア記15章41節）。一世紀のユダヤの史家フラウィウス・ヨセフスは、エリコにダゴンという地があったと述べている。聖ヒエロニムスは、ディオスポリス（ロード）とヤムニア（ヤブネ）の間にあったカフェルダゴ (Caferdago)について述べている。ナーブルス南東のベイト・デジャンもある。
サムエル記上第5章に記述された内容によれば、ペリシテ人はイスラエルと戦い、勝利して契約の箱を奪ったとき、アシュトドのダゴンの神殿にこれを奉納した。翌朝、アシュドドの人びとはダゴンの像が「契約の箱」の前にうつ伏せに倒れているのを発見した。彼らは像を起こしたが、さらに翌朝、ふたたびダゴンの像が箱の前にうつ伏せに倒れているのを発見した。さらに、その頭と両手は切り取られてミプターン（miptān、敷居もしくは基台）に置かれていた。その後、ペリシテ人は疫病に悩まされたため、賠償をつけて契約の箱をイスラエルに返したとされる。以後、祭司も誰も「今日に至るまで」アシュドドのダゴンのミプターンを踏まないと続けられている。ゼファニヤ書1章9節にある「敷居を跳び越える者」は、この習慣を守りつづけていたペリシテ人を指すとも考えられる。
400年ごろのガザの司教、ポルフュリオスの自伝には「マルナス（アラム語のマルナ（Marnā、主）に由来すると思われる）」とよばれるガザの大神について述べられている。
雨と穀物の神とされ、飢饉に対するために祈られる神である。「ガザのマルナ」はハドリアヌス時代の貨幣にも見られ、「クレタのゼウス (Zeus Krētagenēs)」と同一視された。マルナスはヘレニズム文化のなかで表されたダゴンだと考えられる。
その神殿「マルネイオン」は402年、ポルフュリオスの訴えで実現した異教弾圧によって焼き払われ、聖域の石畳に踏み入ることは禁じられた。エチオピア正教会の聖書にふくまれるメカビアン書1には、4世紀まで、ダゴンを崇める教団が存在したと述べられている。

## 近世
近世ではミルトンの『失楽園』において「海の怪物」とされ、悪魔の一人に数えられている。ここではすでにダゴンは上半身が魚の半魚半人の姿をもつものとされる。
コラン・ド・プランシーの『地獄の辞典』においては地獄のパンの製造と管理を司るパン管理長の座に就いているとされる。

## 「魚神」ダゴン
ダゴンの語源を「魚」とする説は、19世紀から20世紀初期の学会で受け入れられていた。この説はさらに、アッシリアやフェニキアの「人魚」像や、ベロッソスの述べているバビロニアの半魚神オアンネスとも結びついた。
この説に最初に疑義を呈したのはハルトムート・シュメッケル（1928）である。ダゴンは「魚神」ではなく、沿岸部のカナン人（フェニキア人）の言葉で「魚」を意味する「ダグ (dâg)」に影響されたものだと唱えた。一方で、フォンテンローズは、ベロッソスの述べる半人半魚のオダコン（Odakon）がおそらくダゴンの変化した姿であろうと唱えた。
「ダグ」が「魚」であるという説は、11世紀フランスのユダヤ人聖書注釈者ラシが唱えた説である。13世紀フランスのユダヤ人聖書学者ダヴィド・キムヒはサムエル記の「胴体だけが残されていた」という箇所を「魚の形だけ残されていた」と解釈し、「ダゴンは臍から下が魚の姿であり（ゆえにその名をダゴンという）、臍から上が人間の姿だった。その彼の両手が切り取られていたと言われている」と付け加えた。七十人訳聖書でのサムエル記上5章2-7節では、ダゴンの像の両手と頭が破壊されたと書かれている。

## 創作でのダゴン

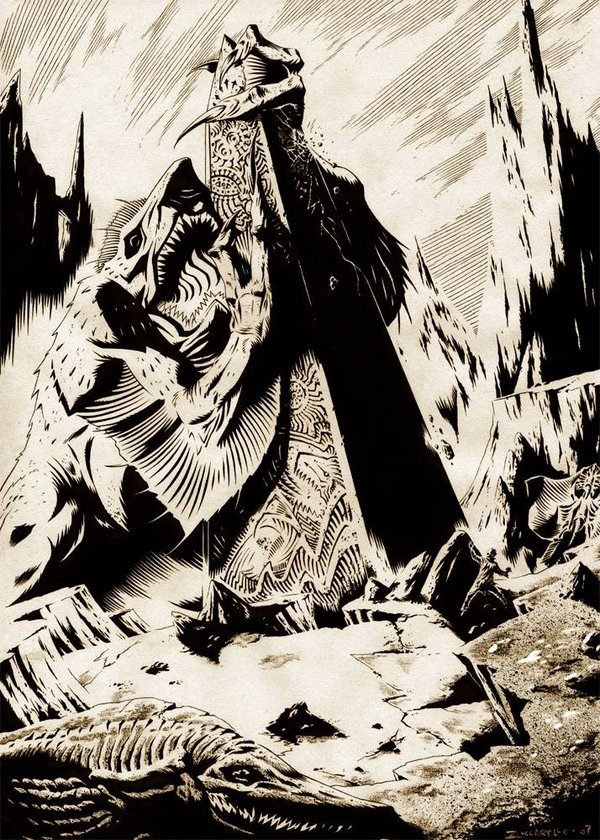
クトゥルフ神話のダゴン

クトゥルフ神話でダゴンが取り入れられたのは、ハワード・フィリップス・ラヴクラフトが、巨大な半魚人の登場する短編小説『ダゴン (Dagon)』を執筆した1917年からである。作中でダゴンと目される海底巨人は、手足に水かきをもち、突き出した目、分厚くたるんだ唇をもちながら、全体の輪郭はいまわしいほど人間に酷似している。またモノリスに図や文字を刻み、知性をもっていることがほのめかされる。
その後、『インスマウスの影（The Shadow Over Innsmouth）』において、荒廃した港町インスマスを占拠した半魚人族「深きものども (インスマウス人、ディープワン)」とその血筋をひく混血たちが「ダゴン秘密教団 (Esoteric Order of Dagon)」を結成し、「父なるダゴンと母なるヒュドラ」を崇拝しているという設定がなされた。「深きものども」はダゴンとヒュドラの末裔だと説かれていることが仄めかされている。
TRPG「クトゥルフの呼び声」では、不死である「深きものども」が数百万年の齢を経て強大に成長したものであると設定されている。
「インスマウスの影」作中ではまた、大いなるクトゥルフとの関係も言及されていることから、ラヴクラフトも「深きものども」と共にクトゥルフに仕える存在としてダゴンを位置づけていたようである。その設定は、後続作品でさらに強調され、ダゴンは「深きものどもの長老・指導者」兼「旧支配者クトゥルフに仕える従者（小神、従属神）」として位置づけられた。クトゥルフ神話での知名度がもっとも高い邪神の1つに数えられ、しばしば配偶者ヒュドラと共に登場する。